# Râul Iazul Lipovanului
Râul Iazul Lipovanului este un curs de apă, afluent al râului Morișca. 